# Горохуватка (село)
Горохува́тка — село в Україні, у Обухівському районі Київської області. Населення становить 331 осіб.

## Історія
З відомих джерел вперше згадується у Лизогубівському літописі, згідно з яким у 1712 році село Горохуватку разом з іншими містами та селами правобережжя, зокрема Білою Церквою, Чигирином, Фастовом та іншими повернуто до Речі Посполитої. Назва села походить від найменування річки Горохуватки.
З початку XVIII століття село Горохуватка, входить до переліків містечок (сіл) Київської губернії, частина якої належала Речі Посполитій.
У 1792 році у Горохуватці існувало 37 дворів. У першій половині XIX століття в селі Горохуватка мешкало 1397 осіб обох статей, у середині XIX століття — 1530 жителів, існувало відділення державного банку, 14 вітряних млинів, економія (ферма).
У 1815 році освячено Церкву Святого Великомученика Димитрія Солунського, яку побудовано у Горохуватці коштом державного та громадського діяча другої половини XVIII— початку XIX ст. Дмитра Прокоповича Трощинського, міністра юстиції та генерал-прокурора Російської імперії. У другій половині XIX століття разом з приписаними селами Янівка (сучасна Іванівка) і Казимирівка (сучасне Горохове) до Церкви Святого Великомученика Димитрія Солунського було приписано 2932 осіб православного віросповідання. Метричні книги, клірові відомості, сповідні розписи церков св. Димитрія, Покрова Пресвятої Богородиці с. Горохуватка (приписні сс.* Янівка, Казимирівка) XVIII ст. — Білоцерківського округа Київського нам., з 1797 р. Київського пов. і губ.; ХІХ ст. — Мирівської волості Київського пов. Київської губ. зберігаються в ЦДІАК України http://cdiak.archives.gov.ua/baza_geog_pok/church/horo_023.xml [Архівовано 17 грудня 2018 у Wayback Machine.]
У XIX столітті у складі Київського повіту Київської губернії. У 1870-тих роках у сільській православній церкві служив ієрей Мусій Чехівський, батько відомих діячів УНР та УАПЦ — Володимира та Миколи Чехівських.
У 1900 році село залишалося «владельческим» (рос.), переважна більшість орної землі належала великим землевласникам. Майже 2/3 всієї ріллі (понад 1314 га) Горохуватки володів генерал-ад'ютант Чертков М. І. Йому належала також лабораторія (економія) на 55 робочих місць, що функціонувала при селі. Безпосередньо 1261 селянам Горохуватки, що мешкали у 287 господарствах, належало на спільному праві 861 десятина (або 938 га) надільної землі.
У 1923 році у Горохуватці (тоді — Ставинської волості Київського повіту Київської губернії) у 408 господарствах мешкало 1744 селян обох статей, а у 1927 році в 425 дворах мешкало 1832 жителів села. Земля села була розподілена між селянами на праві приватної власності. Перший колгосп у селі створений у 1929 році, якого найменували «12- річчя Жовтня». У 1932 році створено ще один колгосп «Заповіт Леніна», що об'єднав частину земель Горохуватки та хутора Тарасівка, у якому декілька років проіснував і збанкрутів колгосп «5 за 4» («виконаємо першу п'ятирічку 1928—1933 років за 4 роки»).
У 1932 році у колективній власності селян нараховувалося 1638 га землі: 1283 га ріллі та 318 га під садибами, тобто процес колективізації був майже завершений. Почалося зубожіння серед селян та їх родин, розпочався Голодомор. У 1936 році колгоспи «Заповіт Леніна» і «12-ти річчя Жовтня» спромоглися засіяти зерновими культурами, буряком, картоплею лише 2/3 загальної кількості орної землі, яка їм належала.
Під час Другої світової війни загинуло 151 горохуватчан, серед них вважаються зниклими безвісти 75 осіб, яких було призвано до лав Червоної Армії.
У 1952 році відбулося об'єднання Горохуватської та Іванівської сільських рад під загальною назвою Горохуватська сільська рада.

### Геноцид-Голодомор
Мартиролог жителів села Горохуватка, убитих комуністами за допомогою голоду, зібраний у 1990-х роках Кагарлицьким районним історико-краєзнавчим музеєм. Встановлено імена 103 жертв комуністичного голоду. Але загальна кількість замучених голодом у Горохуватці становить не менше 500—600 осіб, тобто кожен третій мешканець села. Ці втрати на порядок перевищують людські втрати під час Другої світової війни.
У 1956 році в Горохуватці зосталося лише 225 дворів та продовжували мешкати 573 людини, тобто за 30 років, починаючи з 20-х років минулого століття, село майже зникло — залишилося лише 40 % домогосподарств з їх загальної кількості у 1926 році, а кількість населення зменшилася на 1174 чол. (або на 67 %). Від Горохуватки залишалася лише третина.

## Населення
Згідно з переписом УРСР 1989 року чисельність наявного населення села становила 357 осіб, з яких 134 чоловіки та 223 жінки.
За переписом населення України 2001 року в селі мешкали 332 особи.

### Мова
Розподіл населення за рідною мовою за даними перепису 2001 року:
| Мова       | Відсоток |
| ---------- | -------- |
| українська | 97,89 %  |
| російська  | 1,81 %   |
| білоруська | 0,30 %   |

## Відомі уродженці
- Володимир Чехівський (1876—1937) — український богослов, Прем'єр-міністр УНР.
- Микола Чехівський (1877—1937) — комендант міста Київ у часи УНР, священик УАПЦ.
- Олекса Чуприна-Чехівський (1889—1955) — український співак (бас) та хоровий диригент, вояк Дієвої Армії УНР.